# Crni Dabar
Crni Dabar je danas napušteno naselje u Republici Hrvatskoj, u sastavu Općine Karlobag, Ličko-senjska županija. Posljednji se stanovnik iselio iz Dabra 1980.Prvi je stanovnik Crnog Dabra bio Dilinoga Devčić,koji se tamo nastanio oko 1683. godine. Joso Došen je nakon Prvog svjetskog rata kao zavit podigao križ, "spomenik svjetskom miru".

## Stanovništvo
Prema popisu stanovništva iz 2001. godine, naselje je imalo 0 stanovnika te obiteljskih kućanstava.
| broj stanovnika | 117   |       |       | 166   | 126   | 132   | 127   | 105   | 99    | 110   | 85    | 12    |       |       |       |       |       |
|                 | 1857. | 1869. | 1880. | 1890. | 1900. | 1910. | 1921. | 1931. | 1948. | 1953. | 1961. | 1971. | 1981. | 1991. | 2001. | 2011. | 2021. |